# 200 Motels (1971.)
200 Motels je film američkog glazbenika Franka Zappe i njegovog sastava The Mothers of Invention, koji je snimljen 1971. godine. Direktor projekta je Tony Palmer i Zappa, a film je proizveden u "Pinewood Studiju", Engleska. Sudjelovanje na projektu uključuje i Ringo Starra, Theodore Bikela i Keith Moona. Dvostruki album s glazbom iz filma pod istim imenom izlazi iste godine.

## Film
Niski filmski budžet navodno je iznosio 600,000$, što je uključivalo 7 dana snimanja i fotografiranja i 11 dana montaže. Iako je glavna tema filma bila pokazati; drugim riječima "život na cesti", usprkos brojnim glazbenim rock turnejama 20. stoljeća, tema filma se odnosi na Mephista, Kafku, Kubricka 2001
Film obuhvaća sastav "The Mothers of Invention" i engleski orkestar iz Londona "Royal Philharmonic Orchestra" kao i druge aktere poput Theodora Bikela i rock zvijezdu Ringo Starra, Larry the Dwarfa i bubnjara grupe The Who Keitha Moona.
Prema Zappinim tvrdnjama bilo je napisano tri scenarija do kraja snimanja filma. Direktor Tony Palmer, mnogi akteri snimanja i članovi sastava, svi su imali polovično gotove scenarije za film. Međutim ovaj projekt radikalno je promijenjen u posljednjem trenutku. Cijeli film je izbačen iz video vrpce i kasnije prebačen na ponovno montiranje. Zappa je izbacio neke scene iz filma i tako po svoj prilici napravio da se nikad neće moći vidjeti originalni izvornik tog projekta.

## Glazba iz filma
Dvostruki album istog imena s filmskom glazbom, bio je dovršen isti tjedan kada i film. Produkciju albuma uzeo je Pinewood studio iz engleske, bez snimljenog materijala sa sastavom i orkestrom nego su to napravili dan poslije kada je film bio kompletiran. Kada je sve bilo gotovo, iznajmljuju studio u vlasništvu sastava The Rolling Stones i u njemu dovršavaju projekt do kraja tjedna. Prema tvrdnjama Franka Zappe nije sva glazba iz filma dostupna na albumu, niti se sva glazba s albuma nalazi u filmu.
Album sadrži veliku raznolikosti u glazbenom stilu i satiričnoj parodiji, kao i jednu promašenu country skladbu "Lonesome Cowboy Burt", koju izvodi Jimmy Carl Black. Sastav The Mothers of Invention izvodi skladbe "Do You Like My New Car", "Shove It Right In" i "Magic Fingers". Manje mjesto na albumu dobiva i jedan gitarski solo i lirika kojom se na seksualni način obraća društvenom životu u Americi.

## Vanjske poveznice
- 200 Motels u internetskoj bazi filmova IMDb-a